# جيم هودجز (رسام)
جيم هودجز (بالإنجليزية: Jim Hodges)‏ هو رسام أمريكي، ولد في 1957 في سبوكين في الولايات المتحدة.